# Génard
Pour les articles homonymes, voir Saint-Génard.
Génard est un ermite poitevin du VIIe siècle, peut-être un moine issu de l'abbaye de Nouaillé-Maupertuis. Il est vénéré comme saint par l'Église catholique.
On n'a pas d'information précise sur sa vie. Ce que l'on sait est que près du village de Nauciacus / Nossay, qui a aujourd'hui pris le nom de Saint-Génard, se trouve en pleine campagne une église qui lui est dédiée. Il s'agit probablement à l'origine d'un ermitage fondé à l'époque mérovingienne. Une vaste nécropole s'est constituée autour de ce sanctuaire à l'époque carolingienne. Puis un prieuré de l'abbaye de Nouaillé-Maupertuis a été installé au milieu du cimetière ancien, à côté du sanctuaire.
Il était fêté au sein de l'abbaye de Nouaillé-Maupertuis le 11 octobre. Aujourd'hui il est fêté dans le diocèse de Poitiers conjointement avec les autres saints moines et ermites du Poitou le 13 novembre.